# Olszewo-Góra
Olszewo-Góra [pronunciación en polaco: /ɔlˈʂɛvɔ ˈɡura/] es un pueblo ubicado en el distrito administrativo de Gmina Jedwabne, dentro del Condado de Łomża, Voivodato de Podlaquia, en el norte de Polonia oriental.
El pueblo tiene una población de 66 habitantes. 